# Elvillar/Bilar

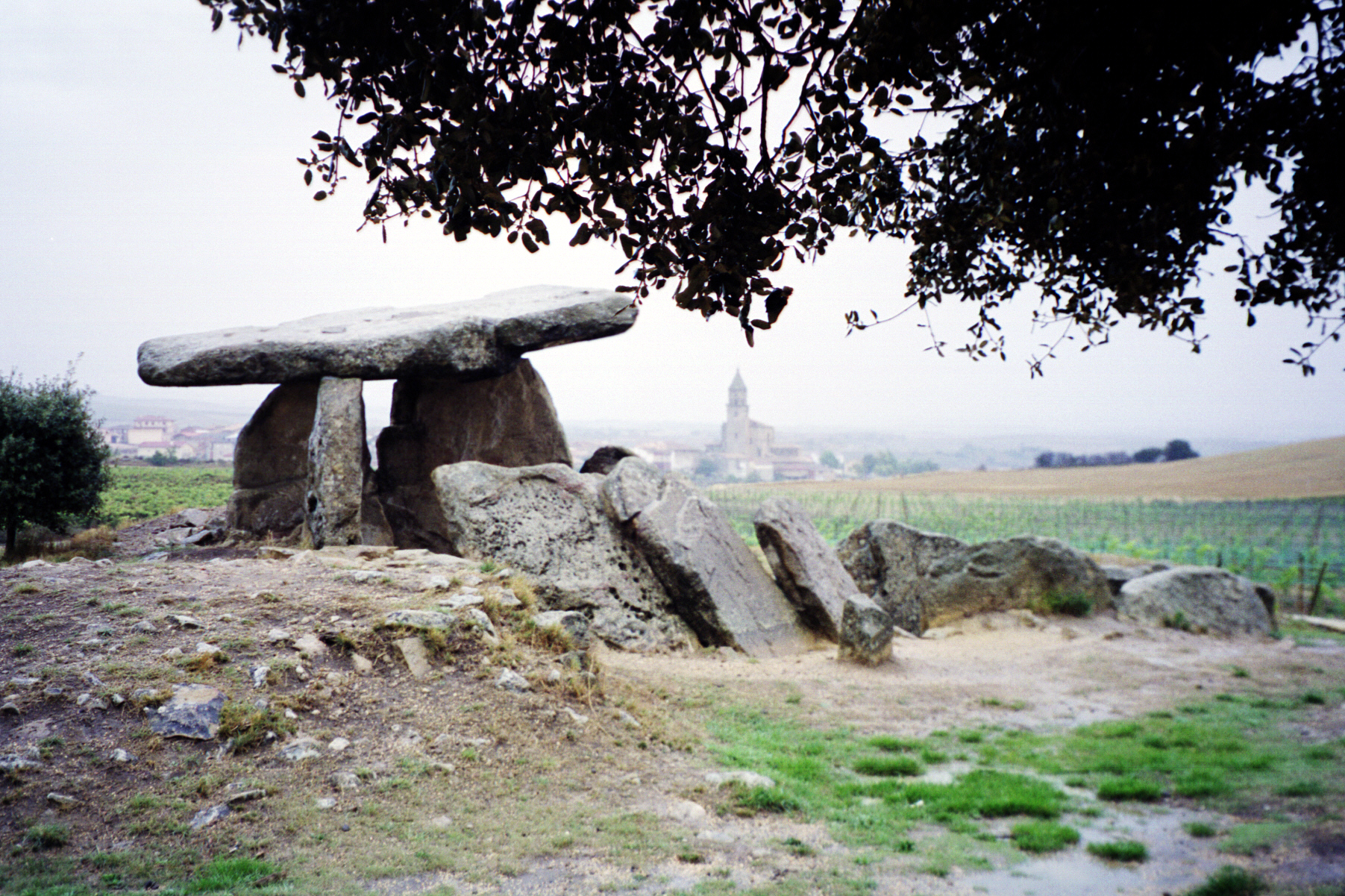
La Chabola de la Hechicera, một đá phát hiện năm 1935.

Elvillar (Basque: Bilar) là một đô thị trong tỉnh Álava, thuộc Xứ Basque, phía bắc Tây Ban Nha.
Đô thị này cách thủ phủ Victoria 48 km, có diện tích 17,50 km² và dân số 356 người (INE 2007) với mật độ 20,34 người/km². Mã số bưu chính là 01309